# Bukowa (Czyżów)
Bukowa – część  wsi Czyżów w Polsce, położona w województwie świętokrzyskim, w powiecie kieleckim, w gminie Łagów.
W latach 1975–1998 Bukować należała administracyjnie do województwa kieleckiego.